# Paradexiospira nakamurai
Paradexiospira nakamurai är en ringmaskart som beskrevs av Uchida 1971. Paradexiospira nakamurai ingår i släktet Paradexiospira och familjen Serpulidae. Inga underarter finns listade i Catalogue of Life.